# ذهن‌های جنایتکار (مجموعه تلویزیونی کره جنوبی)
ذهن‌های جنایتکار (به انگلیسی: Criminal Minds کره‌ای: 크리미널 마인드) یک مجموعه تلویزیونی کره جنوبی سال ۲۰۱۷ با بازی لی جون کی، سون هیون-جو، مون چائه ون، یو سان، لی سون-بین، گو یون و کیم یونگ-چول است. این سریال براساس مجموعه تلویزیونی آمریکایی ذهن‌های جنایتکار ساخته شده‌است. از ۲۶ ژوئیه تا ۲۸ سپتامبر ۲۰۱۷ هر چهارشنبه و پنجشنبه از شبکه کابلی تی‌وی‌ان پخش می‌شد.

## خلاصه داستان
این دراما گروهی از پروفایلرهای بسیار آموزش دیده را در گروه خیالی تحقیقات جنایی ملی (ان‌سی‌آی) دنبال می‌کند که برای حل پرونده‌ها، مجرمان را به دقت بررسی می‌کنند. این دراما یک سال پس از یک اشتباه مهم که منجر به انفجار بمبی در بیمارستان و کشته شدن چندین افسر سوات و ترک گروه توسط رهبر تیم ان‌سی‌آی کانگ کی-هیونگ (سون هیون-جو) و کاهش شدید اعتماد به نفسش شد، آغاز می‌شود. او پس از  استراحتی طولانی به سرکار بر می‌گردد و فوراً به یک پرونده قتل سریالی وارد می‌شود که مستلزم همکاری گروه ان‌سی‌آی با واحد جرایم خشن نیروی پلیس محلی  است. آن‌ها افسر پلیس تند مزاج ،‌کیم هیون-جون (لی جون گی) را ملاقات می‌کنند که از کی-هیونگ کینهٔ شدیدی دارد.

## بازیگران

### اصلی
- لی جون کی در نقش کیم هیون-جون
  - کانگ یی سئوک در نقش نوجوانی هیون-جون
- سون هیون-جو در نقش کانگ کی-هیونگ
- مون چائه ون در نقش ها سون-وو
  - جئونگ یه-این در نقش نوجوانی سون-وو
- یو سان در نقش نانا هوانگ
- لی سون-بین در نقش یو مین-یونگ
- گو یون در نقش لی هان

### مکمل
- کیم یونگ-چول در نقش بک سان
- کیم کانگ-هون در نقش کانگ هان-بیول (پسر کانگ کی-هیونگ)
- ایم سو-هیانگ در نقش سونگ یو-کیونگ (قسمت ۶–۷)
- نیوسان در نقش چوی نا-یونگ (خواهر کوچکتر چوی سانگ-هیون) (قسمت ۱–۲)
- اوه یون سو در نقش سئو هه-ون (همسر کانگ کی-هیونگ)
- سونگ چان در نقش چوی سانگ-هیون (بهترین دوست کیم هیون-جون و مأمور سوات)
- کیم ون-هائه در نقش کیم یونگ-چول
- پارک گون-هیونگ در نقش رئیس کل کوان سانگ-هو
- پارک هان-سول در نقش سون نا-کیونگ
- شین دا-ون
- پارک شی-اون در نقش مو جی-اون
- هونگ جی-یون در نقش پارک این-هه
- کوان سو-هیون در نقش کوان یو-جین (کمیو)

## تولید
اولین جلسهٔ فیلمنامه‌خوانی در ۷ آوریل ۲۰۱۷ انجام شد. فیلمبرداری اصلی در ۱۷ آوریل ۲۰۱۷ آغاز شد.
در ابتدا قرار بود که این سریال در شبکه کی‌بی‌اس۲ و زیر نظر ته‌وون انترتینمنت و نیو پخش شود، اما بعداً توسط تی‌وی‌ان پخش شد زیرا صاحب این شبکه سی‌جی ئی اند ام تابعهٔ استودیو دراگون جایگزین نیو به عنوان تولیدکننده مشترک شد.
به کیم آه جونگ پیشنهاد بازی در این سریال داده شد.
لی جونگ-هیو به دلیل اختلاف با ته‌وون انترتینمنت از سمت خود به عنوان یکی از کارگردانان سریال استعفا داد.

## تعداد بینندگان
| قسمت    | تاریخ پخش اصلی  | میانگین سهم مخاطب | میانگین سهم مخاطب | میانگین سهم مخاطب |
| قسمت    | تاریخ پخش اصلی  | AGB Nielsen       | AGB Nielsen       | TNmS              |
| قسمت    | تاریخ پخش اصلی  | سراسر کشور        | سئول              | سراسر کشور        |
| ------- | --------------- | ----------------- | ----------------- | ----------------- |
| ۱       | ۲۶ ژوئیه ۲۰۱۷   | ۴٫۱۸۷٪            | ۵٫۴۹۱٪            | ۴٫۹٪              |
| ۲       | ۲۷ ژوئیه ۲۰۱۷   | ۳٫۴۸۰٪            | ۴٫۴۰۶٪            | ۳٫۸٪              |
| ۳       | ۲ اوت ۲۰۱۷      | ۲٫۸۸۴٪            | ۳٫۳۶۳٪            | ۳٫۳٪              |
| ۴       | ۳ اوت ۲۰۱۷      | ۲٫۹۹۵٪            | ۳٫۶۷۹٪            | ۳٫۳٪              |
| ۵       | ۹ اوت ۲۰۱۷      | ۲٫۳۶۸٪            | ۲٫۹۹۶٪            | ۲٫۸٪              |
| ۶       | ۱۰ اوت ۲۰۱۷     | ۳٫۳۵۸٪            | ۳٫۸۷۲٪            | ۳٫۶٪              |
| ۷       | ۱۶ اوت ۲۰۱۷     | ۲٫۵۴۴٪            | ۳٫۲۶۹٪            | ۲٫۷٪              |
| ۸       | ۱۷ اوت ۲۰۱۷     | ۳٫۱۵۶٪            | ۳٫۵۶۰٪            | ۳٫۰٪              |
| ۹       | ۲۳ اوت ۲۰۱۷     | ۲٫۲۹۲٪            | ۲٫۷۹۴٪            | ۲٫۳٪              |
| ۱۰      | ۲۴ اوت ۲۰۱۷     | ۳٫۱۴۰٪            | ۳٫۸۴۳٪            | ۳٫۷٪              |
| ۱۱      | ۳۰ اوت ۲۰۱۷     | ۲٫۰۳۶٪            | ۲٫۵۳۹٪            | ۲٫۳٪              |
| ۱۲      | ۳۱ اوت ۲۰۱۷     | ۲٫۵۱۴٪            | ۲٫۸۷۹٪            | ۲٫۹٪              |
| ۱۳      | ۶ سپتامبر ۲۰۱۷  | ۲٫۲۳۶٪            | ۲٫۷۶۶٪            | ۲٫۴٪              |
| ۱۴      | ۷ سپتامبر ۲۰۱۷  | ۲٫۹۳۴٪            | ۳٫۱۲۴٪            | ۲٫۷٪              |
| ۱۵      | ۱۳ سپتامبر ۲۰۱۷ | ۲٫۱۱۹٪            | ۲٫۶۴۷٪            | ۲٫۵٪              |
| ۱۶      | ۱۴ سپتامبر ۲۰۱۷ | ۲٫۴۸۲٪            | ۲٫۸۸۷٪            | ۲٫۶٪              |
| ۱۷      | ۲۰ سپتامبر ۲۰۱۷ | ۲٫۴۷۴٪            | ۳٫۱۲۶٪            | ۲٫۵٪              |
| ۱۸      | ۲۱ سپتامبر ۲۰۱۷ | ۲٫۹۴۷٪            | ۳٫۱۱۶٪            | ۲٫۸٪              |
| ۱۹      | ۲۷ سپتامبر ۲۰۱۷ | ۲٫۲۴۱٪            | ۲٫۹۸۲٪            | ۲٫۳٪              |
| ۲۰      | ۲۸ سپتامبر ۲۰۱۷ | ۳٫۰۴۸٪            | ۳٫۸۰۵٪            | ۲٫۶٪              |
| میانگین | میانگین         | ۲٫۷۷۲٪            | ۳٫۳۵۷٪            | ۳٫۰٪              |

- در جدول بالا،  اعداد آبی کمترین رتبه را دارند و  اعداد قرمز بیشترین رتبه را نشان می‌دهند.
- این درام از یک کانال کابلی/پولی تلویزیون پخش می‌شود که به‌طور معمول در مقایسه با تلویزیون آزاد/پخش کننده‌های عمومی (اس‌بی‌اس، کی‌بی‌اس، ام‌بی‌سی و ای‌بی‌اس) مخاطبان نسبتاً کمتری دارد.